# Gulf Intracoastal Waterway

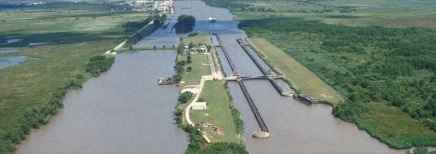
Vue aérienne de l'Intracoastal Waterway.

Le Gulf Intracoastal Waterway est une portion de l'Intracoastal Waterway située le long du golfe du Mexique, dans le Sud des États-Unis. Il s'agit d'un ensemble de canaux qui relient les fleuves qui se jettent dans le golfe du Mexique. Le Gulf Intracoastal Waterway est aussi une voie d'eau qui parcourt environ 1700 km de la ville de Carrabelle (Floride), à celle de Brownsville (Texas). Capable d'accueillir des navires de 3,7 mètres de tirant d'eau, elle fut d'abord aménagée pour la navigation des barges.

## Voies d'eau
Liste des voies d'eau traversées ou en confluence avec le Gulf Intracoastal Waterway :
- rivière Atchafalaya
- Bayou Bienvenue
- Bayou Lafourche
- Canal Mississippi River – Gulf Outlet
- Lac Salvador
- Rivière Vermilion

## Ports

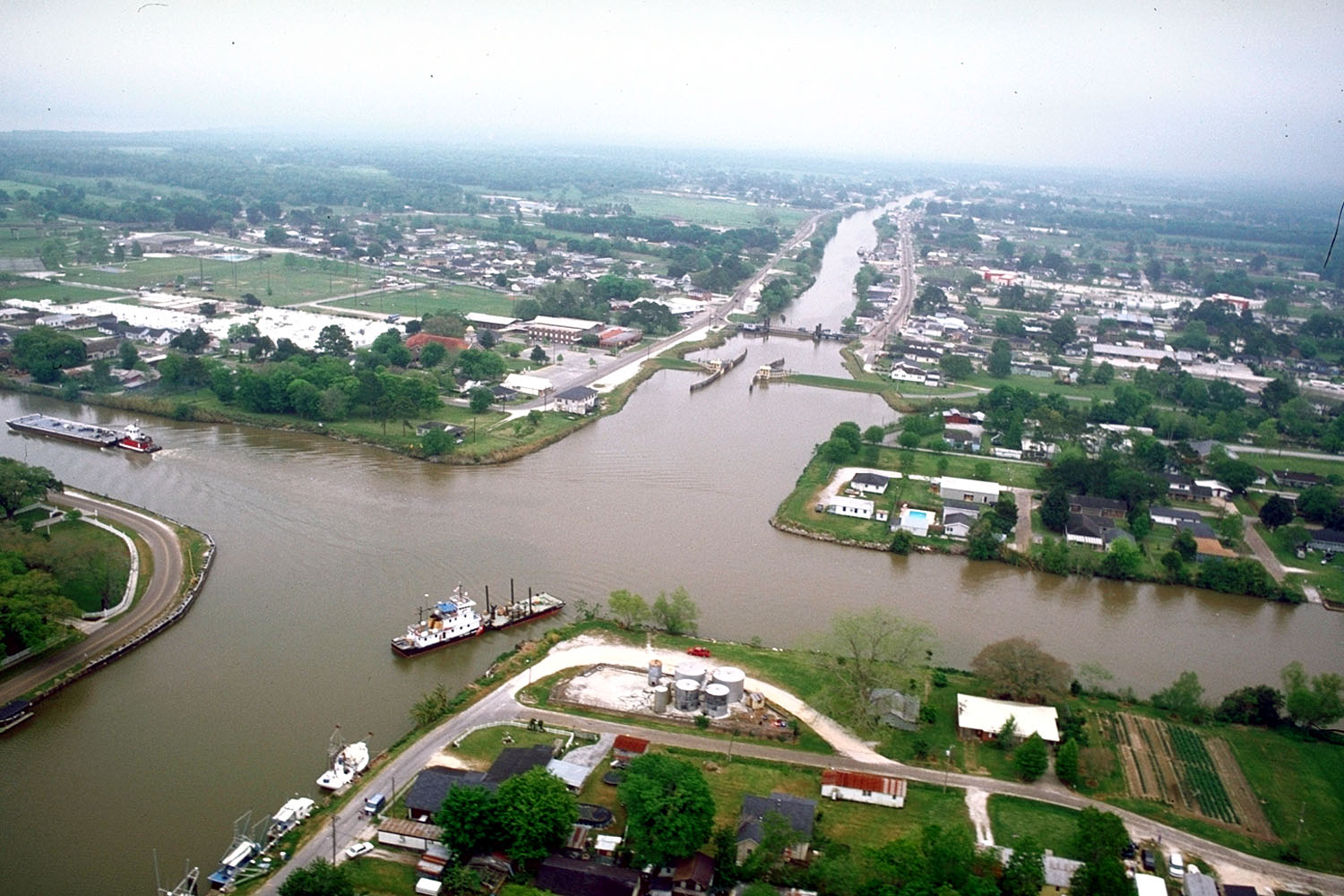
Croisement du Gulf Intracoastal Waterway avec le bayou Lafourche au niveau de la ville de Larose.

Liste des ports principaux situés sur ou à proximité du Gulf Intracoastal Waterway :
- Panama City (Floride)
- Pensacola (Floride)
- Mobile (Alabama)
- Pascagoula (Mississippi)
- Gulfport (Mississippi)
- La Nouvelle-Orléans
- Larose (Louisiane)
- Houma (Louisiane)
- Morgan City (Louisiane)
- Intracoastal City (Louisiane)
- Lake Charles (Louisiane)
- Port Arthur (Texas)
- Galveston (Texas)
- Texas City (Texas)
- Corpus Christi (Texas)
- Brownsville (Texas)